# Svjetsko prvenstvo u rukometu – Egipat 2021.
27. Svjetsko prvenstvo u rukometu 2021. održavalo se u Egiptu od 13. do 31. siječnja 2021. Danska je obranila naslov prvaka pobijedivši Švedsku rezultatom 26:24.

## Domaćinstvo
Isprve su zanimanje za domaćinstvo ovog svjetskog prvenstva iskazali Mađarska, Švicarska, Slovačka, Poljska, Švedska, Francuska i Egipat. Svi zainteresirani morali su do 13. ožujka 2015. potvrditi da se slažu s osnovnim uvjetima koje postavlja Međunarodni rukometni savez, dok se koncepte za događaje i ponude moralo podnijeti do 1. svibnja 2015. godine.
Do krajnjeg roka za službeno predavanje ponuda koji je istekao 15. travnja 2015., samo su tri države predale dokumente s ponudom domaćinstva:
- Egipat
- Mađarska
- Poljska

Na redovnom kongresu IHF-a koji se trebao održati od 4. do 7. lipnja 2015. u Budimpešti, IHF-ovo vijeće trebalo je donijeti odluku o domaćinstvu, no kongres je pomaknut na 6. studenoga 2015. godine. Za domaćina je izabran Egipat.

## Borilišta
Športska borilišta gdje su se održavale utakmice su u trima novim dvoranama, u sredozemnom gradu Aleksandriji, zatim prigradskim naseljima Kaira, Gradu 6. listopada i Novoj prijestolnici (NAC), a završnica se igrala u Kairu u dvorani kapaciteta 16.000 mjesta.

## Kvalifikacijska natjecanja
| Natjecanje                                            | Nadnevci                                   | Mjesta | Kvalificirali se |
| ----------------------------------------------------- | ------------------------------------------ | ------ | --- |
| domaćini                                              | 6. studenoga 2015.                         | 1      | Egipat |
| Svjetsko prvenstvo 2019.                              | 10. – 27. siječnja 2019.                   | 1      | Danska |
| Europsko prvenstvo 2020.                              | 9. – 26. siječnja 2020.                    | 3      | Hrvatska Španjolska Norveška |
| Afričko prvenstvo 2020.                               | 15. – 25. siječnja 2020.                   | 6      | Tunis Angola Maroko Alžir DR Kongo Zelenortska Republika                                                                                     |
| Južno i Srednjoameričko prvenstvo 2020.               | 21. – 25. siječnja 2020.                   | 3      | Argentina Brazil Urugvaj |
| Azijsko prvenstvo 2020.                               | 16. – 27. siječnja 2020.                   | 4      | Katar Japan Bahrein Južna Koreja |
| Južno i Srednjoamerički turnir                        | (otkazan)                                  | 1      | Čile |
| Sjevernoameričko i karipsko prvenstvo 2020.           | (otkazano)                                 | (1) 0  | SAD otkazali zbog velikog broja zaraženih koronavirusom                                                                                      |
| Europske kvalifikacije                                | 23. listopada – 11. lipnja 2020. (Otkazan) | (10) 9 | Austrija Bjelorusija Češka otkazali zbog velikog broja zaraženih koronavirusom Francuska Island Mađarska Njemačka Portugal Slovenija Švedska |
| pozivnica                                             | 9. srpnja 2020.                            | 1+1    | Poljska Ruski rukometni savez ↓R |
| zamjene zbog otkazivanja reprezentacija Češke i SAD-a | 12. siječnja 2021.                         | 2      | Sjeverna Makedonija Švicarska |

### Kvalificirane momčadi
| Država                   | Kvalificirala se kao                       | Nadnevak kvalificiranja | Prijašnji nastupi ↓1, ↓2 |
| ------------------------ | ------------------------------------------ | ----------------------- | --- |
| Egipat                   | domaćin                                    | 6. studenoga 2015.      | 15 (1964., 1993., 1995., 1997., 1999., 2001., 2003., 2005., 2007., 2009., 2011., 2013., 2015., 2017., 2019.)                                                                        |
| Danska                   | svjetski prvak                             | 27. siječnja 2019.      | 23 (1938., 1954., 1958., 1961., 1964., 1967., 1970., 1974., 1978., 1982., 1986., 1993., 1995., 1999., 2003., 2005., 2007., 2009., 2011., 2013., 2015., 2017., 2019.)                |
| Hrvatska                 | europsko prvenstvo, top 3                  | 24. siječnja 2020.      | 13 (1995., 1997., 1999., 2001., 2003., 2005., 2007., 2009., 2011., 2013., 2015., 2017., 2019.,)                                                                                     |
| Španjolska               | europsko prvenstvo, top 3                  | 24. siječnja 2020.      | 20 (1958., 1984., 1978., 1982., 1986., 1990., 1993., 1995., 1997., 1999., 2001., 2003., 2005., 2007., 2009., 2011., 2013. 2015., 2017., 2019.,)                                     |
| Norveška                 | europsko prvenstvo, top 3                  | 25, siječnja 2020.      | 15 (1958., 1961., 1964., 1970., 1993., 1997., 1999., 2001., 2005., 2007., 2009., 2011, 2017., 2019.)                                                                                |
| Austrija                 | europsko prvenstvo, završni plasman        | 24. travnja 2020.       | 6 (1938., 1958., 1993., 2011., 2015., 2019.) |
| Bjelorusija              | europsko prvenstvo, završni plasman        | 24. travnja 2020.       | 4 (1995., 2013., 2015., 2017.) |
| Češka ↓3                 | europsko prvenstvo, završni plasman        | 24. travnja 2020.       | 6 (1995., 1997., 2001., 2005., 2007., 2015.) |
| Francuska                | europsko prvenstvo, završni plasman        | 24. travnja 2020.       | 22 (1954., 1958., 1961., 1964., 1967., 1970., 1978., 1990., 1993., 1995., 2001., 2003., 2005., 2007., 2009., 2011., 2013., 2015., 2017., 2019.)                                     |
| Island                   | europsko prvenstvo, završni plasman        | 24. travnja 2020.       | 20 (1958., 1961., 1964., 1970., 1974., 1978., 1986., 1990., 1993., 1995., 1997., 2001., 2003., 2005., 2007., 2011., 2013., 2015., 2017., 2019)                                      |
| Mađarska                 | europsko prvenstvo, završni plasman        | 24. travnja 2020.       | 20 (1958., 1964., 1967., 1970., 1974., 1978., 1982,. 1986., 1990., 1993., 1995., 1997., 1999., 2003., 2007., 2009., 2011., 2013,. 2017., 2019.)                                     |
| Njemačka                 | europsko prvenstvo, završni plasman        | 24. travnja 2020.       | 25 (1938., 1954., 1958., 1961., 1964., 1967., 1970., 1974., 1978., 1982., 1986., 1990., 1993., 1995., 1999., 2001., 2003., 2005., 2007., 2009., 2011., 2013., 2015., 2017., 2019.,) |
| Portugal                 | europsko prvenstvo, završni plasman        | 24. travnja 2020.       | 3 (1997., 2001., 2003.) |
| Slovenija                | europsko prvenstvo, završni plasman        | 24. travnja 2020.       | 8 (1995., 2001., 2003., 2005., 2007., 2013., 2015., 2017.) |
| Švedska                  | europsko prvenstvo, završni plasman        | 24. travnja 2020.       | 24 (1938., 1954., 1958., 1961., 1964., 1967., 1970., 1974., 1978,. 1982., 1986., 1990., 1993., 1995., 1997., 1999., 2001., 2003., 2005., 2009., 2011., 2015., 2017., 2019.)         |
| Brazil                   | prvenstvo južne i središnje Amerike, top 3 | 23. siječnja 2020.      | 14 (1958., 1995., 1997., 1999., 2001., 2003., 2005., 2007., 2009., 2011., 2013, 2015., 2017., 2019.,)                                                                               |
| Argentina                | prvenstvo južne i središnje Amerike, top 3 | 23. siječnja 2020.      | 12 (1997., 1999., 2001., 2003., 2005., 2007., 2009., 2011., 2013., 2015., 2017., 2019.,)                                                                                            |
| Urugvaj                  | prvenstvo južne i središnje Amerike, top 3 | 25. siječnja 2020.      | 0 (prvi nastup) |
| Katar                    | azijsko prvenstvo, polufinalist            | 21. siječnja 2020.      | 7 (2003., 2005., 2007., 2013., 2015., 2017., 2019,) |
| Japan                    | azijsko prvenstvo, polufinalist            | 23. siječnja 2020.      | 14 (1961., 1964., 1967., 1970., 1974., 1978., 1982., 1990., 1995., 1997, 2005., 2011., 2017., 2019.)                                                                                |
| Bahrein                  | azijsko prvenstvo, polufinalist            | 23. siječnja 2020.      | 3 (2011., 2017., 2019.) |
| Južna Koreja             | azijsko prvenstvo, polufinalist            | 23. siječnja 2020.      | 11 (1986., 1990., 1993., 1995., 1997., 1999., 2001., 2007., 2009., 2011., 2013., 2019.)                                                                                             |
| Alžir                    | afričko prvenstvo, top 7                   | 20. siječnja 2020.      | 14 (1974., 1982., 1986., 1990., 1995., 1997., 1999., 2001., 2003., 2005., 2009., 2011., 2013., 2015.)                                                                               |
| Maroko                   | afričko prvenstvo, top 7                   | 24. siječnja 2020.      | 6 (1995., 1997., 1999., 2001., 2003., 2007.) |
| DR Kongo                 | afričko prvenstvo, top 7                   | 24. siječnja 2020.      | 0 (prvi nastup) |
| Zelenortska Republika    | afričko prvenstvo, top 7                   | 24. siječnja 2020.      | 0 (prvi nastup) |
| Tunis                    | afričko prvenstvo, top 7                   | 20. siječnja 2020.      | 14 (1967., 1995., 1997., 1999., 2001., 2003., 2005., 2007., 2009., 2011., 2013., 2015., 2017., 2019.)                                                                               |
| Angola                   | afričko prvenstvo, top 7                   | 20. siječnja 2020.      | 4 (2005., 2007., 2017., 2019.) |
| Poljska                  | pozivnica                                  | 9. srpnja 2020.         | 15 (1958., 1967., 1970., 1974., 1978., 1982., 1986., 1990., 2003., 2007., 2009., 2011., 2013., 2015., 2017.)                                                                        |
| Ruski rukometni savez ↓R | pozivnica                                  | 9. srpnja 2020.         | 13 (1993., 1995., 1997., 1999., 2001., 2003., 2005., 2007., 2009., 2013., 2015., 2017., 2019.)                                                                                      |
| SAD ↓3                   | predstavnici sjeverne Amerike              | 2. studenoga 2020.      | 6 (1964., 1970., 1974., 1993., 1995., 2001.) |
| Čile                     | predstavnici južne i srednje Amerike       | 10. studenoga 2020.     | 5 (2011., 2013., 2015., 2017., 2019.) |
| Sjeverna Makedonija ↓3   | zamjena                                    | 12. siječnja 2021.      | 6 (1999., 2009., 2013., 2015., 2017., 2019.) |
| Švicarska ↓3             | zamjena                                    | 12. siječnja 2021.      | 10 (1954., 1961., 1964., 1967., 1970., 1982., 1986., 1990., 1993., 1995.) |

↑1  Podebljane godine predstavljaju prvaka te godine
↑2  Nakošene godine predstavljaju domaćina te godine
↑3  12. siječnja 2021. IHF je objavio da se reprezentacije Češke i SAD-a povlače s natjecanja zbog prevelikog broja zaraženih igrača koronavirusom COVID-19. Njih su zamijenile reprezentacije Sjeverne Makedonije i Švicarske.

## Sastavi

### Hrvatska
Hrvatska rukometna reprezentacija na prvenstvu nastupala je u sljedećem sastavu: 
| - Marin Šego (Montpellier HB) - Ivan Pešić (RK Meškov Brest) - Mate Šunjić (US Ivry Handball) - Ivan Čupić (RK Vardar Skoplje) - Zlatko Horvat (RK Metalurg Skoplje) - Manuel Štrlek (Telekom Veszprem HC) - David Mandić (RK PPD Zagreb) - Željko Musa (SC Magdeburg) - Marino Marić (MT Melsungen) - Ilija Brozović (TSV Hannover-Burgdorf) | - Marin Šipić (RK PPD Zagreb) - Luka Cindrić (Barcelona) - Domagoj Duvnjak (THW Kiel) - Janko Kević (RK Nexe) - Igor Karačić (Vive Kielce) - Marko Mamić (SCDHFK Leipzig) - Halil Jaganjac (RK Nexe) - Josip Šarac (RK Celje Pivovarna Laško) - Ivan Martinović (TSV Hannover-Burgdorf) - Luka Šebetić (Tremblay En France Handball) | Stručni stožer: - Lino Červar, izbornik - Hrvoje Horvat, trener - Miljenko Rak, kondicijski trener - Matija Bilušić, trener vratara - Damir Kajba, fizioterapeut - Filip Šimunović, fizioterapeut - Tomislav Kukin, liječnik - Ivica Udovičić, direktor nacionalnih selekcija - Igor Vori, sportski direktor muških selekcija - Ivica Maraš, glasnogovornik i team manager - Zdravko Mirilović, tehniko |

## Izvlačenje
Dana 25. kolovoza 2020. određene su jakosne skupine za ždrijeb izvlačenja skupina čije je održavanje određeno za 5. rujna 2020. godine.

### Jakosne skupine
Jakosne skupine i procedura izvlačenja 23. srpnja 2020.
| Zdjela 1                                                                | Zdjela 2                                                         | Zdjela 3                                                         | Zdjela 4                                                                               |
| ----------------------------------------------------------------------- | ---------------------------------------------------------------- | ---------------------------------------------------------------- | -------------------------------------------------------------------------------------- |
| Danska Španjolska Hrvatska Norveška Slovenija Njemačka Portugal Švedska | Egipat Argentina Austrija Mađarska Tunis Alžir Katar Bjelorusija | Island Brazil Urugvaj Češka Francuska Južna Koreja Japan Bahrein | Angola Zelenortska Republika Maroko DR Kongo Poljska Ruski rukometni savez ↓R SAD Čile |

## Skupine

### Skupina A
| #  | Momčad                | U | P | N | I | G+  | G– | G+/– | Bod. | Nastavak natjecanja |
| -- | --------------------- | - | - | - | - | --- | -- | ---- | ---- | ------------------- |
| 1. | Mađarska              | 3 | 3 | 0 | 0 | 107 | 73 | +34  | 6    | Drugi krug          |
| 2. | Njemačka              | 3 | 2 | 0 | 1 | 81  | 43 | +38  | 4    | Drugi krug          |
| 3. | Urugvaj               | 3 | 1 | 0 | 2 | 42  | 87 | –45  | 2    | Drugi krug          |
| 4. | Zelenortska Republika | 3 | 0 | 0 | 3 | 27  | 54 | –27  | 0    | Predsjednički kup   |

| 15. siječnja 2021. 18:00 | Njemačka    | 43:14     | Urugvaj      | Dvorana 6. listopada, Grad 6. listopada Suci: Grillo, Lenci |
| 15. siječnja 2021. 18:00 | Kastening 9 | (16:4)    | Morandeira 4 | Dvorana 6. listopada, Grad 6. listopada Suci: Grillo, Lenci |
| 15. siječnja 2021. 18:00 | 4×          | Izvještaj | 2× 1×        | Dvorana 6. listopada, Grad 6. listopada Suci: Grillo, Lenci |

| 15. siječnja 2021. 20:30 | Mađarska | 34:27     | Zelenortska Republika | Dvorana 6. listopada, Grad 6. listopada Suci: Emam, Hedaida |
| 15. siječnja 2021. 20:30 | Ancsin 7 | (19:14)   | Semedo 6              | Dvorana 6. listopada, Grad 6. listopada Suci: Emam, Hedaida |
| 15. siječnja 2021. 20:30 | 6× 1×    | Izvještaj | 4× 1×                 | Dvorana 6. listopada, Grad 6. listopada Suci: Emam, Hedaida |

| 17. siječnja 2021. 18:00 | Zelenortska Republika | 0:101 | Njemačka | Dvorana 6. listopada, Grad 6. listopada |
| 17. siječnja 2021. 18:00 |                       |       |          | Dvorana 6. listopada, Grad 6. listopada |
| 17. siječnja 2021. 18:00 |                       |       |          | Dvorana 6. listopada, Grad 6. listopada |

| 17. siječnja 2021. 20:30 | Mađarska | 44:18     | Urugvaj      | Dvorana 6. listopada, Grad 6. listopada Suci: Kolahdouzan, Mousaviannazhad |
| 17. siječnja 2021. 20:30 | Máthé 8  | (16:8)    | Morandeira 4 | Dvorana 6. listopada, Grad 6. listopada Suci: Kolahdouzan, Mousaviannazhad |
| 17. siječnja 2021. 20:30 | 3× 2×    | Izvještaj | 2×           | Dvorana 6. listopada, Grad 6. listopada Suci: Kolahdouzan, Mousaviannazhad |

| 19. siječnja 2021. 18:00 | Urugvaj | 10:02 | Zelenortska Republika | Dvorana 6. listopada, Grad 6. listopada |
| 19. siječnja 2021. 18:00 |         |       |                       | Dvorana 6. listopada, Grad 6. listopada |
| 19. siječnja 2021. 18:00 |         |       |                       | Dvorana 6. listopada, Grad 6. listopada |

| 19. siječnja 2021. 20:30 | Njemačka   | 28:29     | Mađarska         | Dvorana 6. listopada, Grad 6. listopada Suci: Gubica, Milošević |
| 19. siječnja 2021. 20:30 | Schiller 7 | (14:15)   | Bánhidi, Máthé 8 | Dvorana 6. listopada, Grad 6. listopada Suci: Gubica, Milošević |
| 19. siječnja 2021. 20:30 | 7×         | Izvještaj | 7× 1×            | Dvorana 6. listopada, Grad 6. listopada Suci: Gubica, Milošević |

1 U momčadi Zelenortske Republike bio je preveliki broj zaraženih koronavirusom te je Njemačka "nagrađena" pobjedom od 0:10.
2 Zelenortska Republika se povukla s natjecanja zbog prevelikog broja igrača zaraženih koronavirusom.

### Skupina B
| #  | Momčad     | U | P | N | I | G+ | G– | G+/– | Bod. | Nastavak natjecanja |
| -- | ---------- | - | - | - | - | -- | -- | ---- | ---- | ------------------- |
| 1. | Španjolska | 3 | 2 | 1 | 0 | 92 | 85 | +7   | 5    | Drugi krug          |
| 2. | Poljska    | 3 | 2 | 0 | 1 | 89 | 78 | +11  | 4    | Drugi krug          |
| 3. | Brazil     | 3 | 0 | 2 | 1 | 84 | 94 | –10  | 2    | Drugi krug          |
| 4. | Tunis      | 3 | 0 | 1 | 2 | 90 | 98 | –8   | 1    | Predsjednički kup   |

| 15. siječnja 2021. 18:00 | Španjolska   | 29:29     | Brazil           | Dvorana New Capital Suci: Pavićević, Ražnatović |
| 15. siječnja 2021. 18:00 | tri igrača 4 | (16:13)   | Rogeiro Moares 6 | Dvorana New Capital Suci: Pavićević, Ražnatović |
| 15. siječnja 2021. 18:00 | 4×           | Izvještaj | 6× 1×            | Dvorana New Capital Suci: Pavićević, Ražnatović |

| 15. siječnja 2021. 20:30 | Tunis   | 28:30     | Poljska   | Dvorana New Capital Suci: Načevski, Nikolov |
| 15. siječnja 2021. 20:30 | Sanai 9 | (17:17)   | Moryto 11 | Dvorana New Capital Suci: Načevski, Nikolov |
| 15. siječnja 2021. 20:30 | 5× 2×   | Izvještaj | 6× 2×     | Dvorana New Capital Suci: Načevski, Nikolov |

| 17. siječnja 2021. 18:00 | Tunis     | 32:32     | Brazil               | Dvorana New Capital Suci: Hansen, Madsen |
| 17. siječnja 2021. 18:00 | Darmoul 9 | (20:16)   | Langaro, Hackbarth 6 | Dvorana New Capital Suci: Hansen, Madsen |
| 17. siječnja 2021. 18:00 | 6× 2×     | Izvještaj | 4×                   | Dvorana New Capital Suci: Hansen, Madsen |

| 17. siječnja 2021. 20:30 | Poljska | 26:27     | Španjolska   | Dvorana New Capital Suci: Horáček, Novotný |
| 17. siječnja 2021. 20:30 | Sićko 6 | (11:14)   | tri igrača 5 | Dvorana New Capital Suci: Horáček, Novotný |
| 17. siječnja 2021. 20:30 | 6× 1×   | Izvještaj | 2× 1×        | Dvorana New Capital Suci: Horáček, Novotný |

| 19. siječnja 2021. 18:00 | Španjolska   | 36:30     | Tunis     | Dvorana New Capital Suci: Hansen, Madsen |
| 19. siječnja 2021. 18:00 | Fernández 10 | (17:14)   | Darmoul 8 | Dvorana New Capital Suci: Hansen, Madsen |
| 19. siječnja 2021. 18:00 | 5×           | Izvještaj | 3× 1×     | Dvorana New Capital Suci: Hansen, Madsen |

| 19. siječnja 2021. 20:30 | Brazil    | 23:33     | Poljska         | Dvorana New Capital Suci: Pavićević, Ranžnatović |
| 19. siječnja 2021. 20:30 | Langaro 4 | (11:13)   | Moryto, Sićko 6 | Dvorana New Capital Suci: Pavićević, Ranžnatović |
| 19. siječnja 2021. 20:30 | 4× 1×     | Izvještaj | 4× 1×           | Dvorana New Capital Suci: Pavićević, Ranžnatović |

### Skupina C
| #  | Momčad   | U | P | N | I | G+ | G– | G+/– | Bod. | Nastavak natjecanja |
| -- | -------- | - | - | - | - | -- | -- | ---- | ---- | ------------------- |
| 1. | Hrvatska | 3 | 2 | 1 | 0 | 83 | 73 | +10  | 5    | Drugi krug          |
| 2. | Katar    | 3 | 2 | 0 | 1 | 85 | 80 | +5   | 4    | Drugi krug          |
| 3. | Japan    | 3 | 1 | 1 | 1 | 88 | 89 | –1   | 3    | Drugi krug          |
| 4. | Angola   | 3 | 0 | 0 | 3 | 74 | 88 | –14  | 0    | Predsjednički kup   |

| 15. siječnja 2021. 15:30 | Katar    | 30:25     | Angola    | Dvorana Borg El Arab, Aleksandrija Suci: Fonseca, Santos |
| 15. siječnja 2021. 15:30 | Madadi 8 | (14:13)   | Pestana 6 | Dvorana Borg El Arab, Aleksandrija Suci: Fonseca, Santos |
| 15. siječnja 2021. 15:30 | 6× 1×    | Izvještaj | 4×        | Dvorana Borg El Arab, Aleksandrija Suci: Fonseca, Santos |

| 15. siječnja 2021. 18:00 | Hrvatska | 29:29     | Japan            | Dvorana Borg El Arab, Aleksandrija Suci: Krichen, Makhlouf |
| 15. siječnja 2021. 18:00 | Marić 7  | (14:17)   | Agarie, Tokuda 5 | Dvorana Borg El Arab, Aleksandrija Suci: Krichen, Makhlouf |
| 15. siječnja 2021. 18:00 | 3× 2×    | Izvještaj | 3× 2×            | Dvorana Borg El Arab, Aleksandrija Suci: Krichen, Makhlouf |

| 17. siječnja 2021. 15:30 | Katar    | 31:29     | Japan | Dvorana Borg El Arab, Aleksandrija Suci: Raluy, Sabroso |
| 17. siječnja 2021. 15:30 | Marzo 11 | (15:16)   | Doi 7 | Dvorana Borg El Arab, Aleksandrija Suci: Raluy, Sabroso |
| 17. siječnja 2021. 15:30 | 3×       | Izvještaj | 3× 2× | Dvorana Borg El Arab, Aleksandrija Suci: Raluy, Sabroso |

| 17. siječnja 2021. 18:00 | Angola     | 20:28     | Hrvatska | Dvorana Borg El Arab, Aleksandrija Suci: Belkhiri, Hamidi |
| 17. siječnja 2021. 18:00 | Ferreira 4 | (11:12)   | Čupić 6  | Dvorana Borg El Arab, Aleksandrija Suci: Belkhiri, Hamidi |
| 17. siječnja 2021. 18:00 | 6× 2×      | Izvještaj | 6× 3×    | Dvorana Borg El Arab, Aleksandrija Suci: Belkhiri, Hamidi |

| 19. siječnja 2021. 15:30 | Japan      | 30:29     | Angola | Dvorana Borg El Arab, Aleksandrija Suci: Krichen, Makhlouf |
| 19. siječnja 2021. 15:30 | Watanabe 7 | (16:12)   | Tati 6 | Dvorana Borg El Arab, Aleksandrija Suci: Krichen, Makhlouf |
| 19. siječnja 2021. 15:30 | 1×         | Izvještaj | 5×     | Dvorana Borg El Arab, Aleksandrija Suci: Krichen, Makhlouf |

| 19. siječnja 2021. 18:00 | Hrvatska | 26:24     | Katar   | Dvorana Borg El Arab, Aleksandrija Suci: Načevski, Nikolov |
| 19. siječnja 2021. 18:00 | Štrlek 6 | (13:11)   | Marzo 7 | Dvorana Borg El Arab, Aleksandrija Suci: Načevski, Nikolov |
| 19. siječnja 2021. 18:00 | 4× 2×    | Izvještaj | 2× 1×   | Dvorana Borg El Arab, Aleksandrija Suci: Načevski, Nikolov |

### Skupina D
| #  | Momčad    | U | P | N | I | G+  | G–  | G+/– | Bod. | Nastavak natjecanja |
| -- | --------- | - | - | - | - | --- | --- | ---- | ---- | ------------------- |
| 1. | Danska    | 3 | 3 | 0 | 0 | 104 | 59  | +45  | 6    | Drugi krug          |
| 2. | Argentina | 3 | 2 | 0 | 1 | 72  | 74  | –2   | 4    | Drugi krug          |
| 3. | Bahrein   | 3 | 1 | 0 | 2 | 75  | 85  | –10  | 2    | Drugi krug          |
| 4. | DR Kongo  | 3 | 0 | 0 | 3 | 68  | 101 | –33  | 0    | Predsjednički kup   |

| 15. siječnja 2021. 18:00 | Argentina    | 28:22     | DR Kongo     | Cairo Stadium Indoor Halls Complex, Kairo Suci: Bonaventura, Bonaventura |
| 15. siječnja 2021. 18:00 | tri igrača 5 | (13:14)   | Kiangebeni 7 | Cairo Stadium Indoor Halls Complex, Kairo Suci: Bonaventura, Bonaventura |
| 15. siječnja 2021. 18:00 | 4× 1×        | Izvještaj | 2×           | Cairo Stadium Indoor Halls Complex, Kairo Suci: Bonaventura, Bonaventura |

| 15. siječnja 2021. 20:30 | Danska    | 34:20     | Bahrein | Cairo Stadium Indoor Halls Complex, Kairo Suci: Brunner, Salah |
| 15. siječnja 2021. 20:30 | Gidsel 10 | (19:10)   | Ahmed 8 | Cairo Stadium Indoor Halls Complex, Kairo Suci: Brunner, Salah |
| 15. siječnja 2021. 20:30 | 5×        | Izvještaj | 4× 1×   | Cairo Stadium Indoor Halls Complex, Kairo Suci: Brunner, Salah |

| 17. siječnja 2021. 18:00 | Argentina | 24:21     | Bahrein | Cairo Stadium Indoor Halls Complex, Kairo Suci: Schulze, Tönnies |
| 17. siječnja 2021. 18:00 | Pizarro 6 | (12:10)   | Ahmed 5 | Cairo Stadium Indoor Halls Complex, Kairo Suci: Schulze, Tönnies |
| 17. siječnja 2021. 18:00 | 1×        | Izvještaj | 6× 3×   | Cairo Stadium Indoor Halls Complex, Kairo Suci: Schulze, Tönnies |

| 17. siječnja 2021. 20:30 | DR Kongo         | 19:39     | Danska      | Cairo Stadium Indoor Halls Complex, Kairo Suci: Brunner, Salah |
| 17. siječnja 2021. 20:30 | Bouity, Mvumbi 4 | (10:23)   | J. Hansen 8 | Cairo Stadium Indoor Halls Complex, Kairo Suci: Brunner, Salah |
| 17. siječnja 2021. 20:30 | 3× 1×            | Izvještaj | 1×          | Cairo Stadium Indoor Halls Complex, Kairo Suci: Brunner, Salah |

| 19. siječnja 2021. 18:00 | Bahrein     | 34:27     | DR Kongo     | Cairo Stadium Indoor Halls Complex, Kairo Suci: Kleven, Jørum |
| 19. siječnja 2021. 18:00 | Al-Sayyad 9 | (14:12)   | Kiangebeni 6 | Cairo Stadium Indoor Halls Complex, Kairo Suci: Kleven, Jørum |
| 19. siječnja 2021. 18:00 | 7× 1×       | Izvještaj | 4× 1×        | Cairo Stadium Indoor Halls Complex, Kairo Suci: Kleven, Jørum |

| 19. siječnja 2021. 20:30 | Danska      | 31:20     | Argentina       | Cairo Stadium Indoor Halls Complex, Kairo Suci: Bonaventura, Bonaventura |
| 19. siječnja 2021. 20:30 | M. Hansen 7 | (15:10)   | Martínez Cami 6 | Cairo Stadium Indoor Halls Complex, Kairo Suci: Bonaventura, Bonaventura |
| 19. siječnja 2021. 20:30 | 3× 1×       | Izvještaj | 6× 3× 1×        | Cairo Stadium Indoor Halls Complex, Kairo Suci: Bonaventura, Bonaventura |

### Skupina E
| #  | Momčad    | U | P | N | I | G+ | G–  | G+/– | Bod. | Nastavak natjecanja |
| -- | --------- | - | - | - | - | -- | --- | ---- | ---- | ------------------- |
| 1. | Francuska | 3 | 3 | 0 | 0 | 88 | 76  | +12  | 6    | Drugi krug          |
| 2. | Norveška  | 3 | 2 | 0 | 1 | 93 | 82  | +11  | 4    | Drugi krug          |
| 3. | Švicarska | 3 | 1 | 0 | 2 | 77 | 81  | –4   | 2    | Drugi krug          |
| 4. | Austrija  | 3 | 0 | 0 | 3 | 82 | 101 | –19  | 0    | Predsjednički kup   |

| 14. siječnja 2021. 18:00 | Austrija | 25:28     | Švicarska | Dvorana 6. listopada, Grad 6. listopada Suci: Kolahdouzan, Mousaviannazhad |
| 14. siječnja 2021. 18:00 | Weber 7  | (13:13)   | Schmid 7  | Dvorana 6. listopada, Grad 6. listopada Suci: Kolahdouzan, Mousaviannazhad |
| 14. siječnja 2021. 18:00 | 7× 1×    | Izvještaj | 4× 1×     | Dvorana 6. listopada, Grad 6. listopada Suci: Kolahdouzan, Mousaviannazhad |

| 14. siječnja 2021. 20:30 | Norveška   | 24:28     | Francuska | Dvorana 6. listopada, Grad 6. listopada Suci: García, Marín |
| 14. siječnja 2021. 20:30 | Sagosen 10 | (13:13)   | Mahé 9    | Dvorana 6. listopada, Grad 6. listopada Suci: García, Marín |
| 14. siječnja 2021. 20:30 | 5×         | Izvještaj | 5× 2×     | Dvorana 6. listopada, Grad 6. listopada Suci: García, Marín |

| 16. siječnja 2021. 18:00 | Austrija | 28:35     | Francuska    | Dvorana 6. listopada, Grad 6. listopada Suci: Grillo, Lenci |
| 16. siječnja 2021. 18:00 | Wagner 7 | (13:17)   | tri igrača 4 | Dvorana 6. listopada, Grad 6. listopada Suci: Grillo, Lenci |
| 16. siječnja 2021. 18:00 | 3×       | Izvještaj | 4× 1×        | Dvorana 6. listopada, Grad 6. listopada Suci: Grillo, Lenci |

| 16. siječnja 2021. 20:30 | Švicarska         | 25:31     | Norveška   | Dvorana 6. listopada, Grad 6. listopada Suci: Gubica, Milošević |
| 16. siječnja 2021. 20:30 | Lier, Milošević 7 | (13:17)   | Sagosen 11 | Dvorana 6. listopada, Grad 6. listopada Suci: Gubica, Milošević |
| 16. siječnja 2021. 20:30 | 6× 1×             | Izvještaj | 3× 1×      | Dvorana 6. listopada, Grad 6. listopada Suci: Gubica, Milošević |

| 18. siječnja 2021. 18:00 | Francuska | 25:24     | Švicarska | Dvorana 6. listopada, Grad 6. listopada Suci: Grillo, Lenci |
| 18. siječnja 2021. 18:00 | Mahé 7    | (14:14)   | Schmid 10 | Dvorana 6. listopada, Grad 6. listopada Suci: Grillo, Lenci |
| 18. siječnja 2021. 18:00 | 3× 1×     | Izvještaj | 5× 1×     | Dvorana 6. listopada, Grad 6. listopada Suci: Grillo, Lenci |

| 18. siječnja 2021. 20:30 | Norveška  | 38:29     | Austrija        | Dvorana 6. listopada, Grad 6. listopada Suci: García, Marin |
| 18. siječnja 2021. 20:30 | Sagosen 9 | (20:17)   | Wagner, Weber 6 | Dvorana 6. listopada, Grad 6. listopada Suci: García, Marin |
| 18. siječnja 2021. 20:30 | 4× 1×     | Izvještaj | 4× 1×           | Dvorana 6. listopada, Grad 6. listopada Suci: García, Marin |

### Skupina F
| #  | Momčad   | U | P | N | I | G+ | G– | G+/– | Bod. | Nastavak natjecanja |
| -- | -------- | - | - | - | - | -- | -- | ---- | ---- | ------------------- |
| 1. | Portugal | 3 | 3 | 0 | 0 | 84 | 62 | +22  | 6    | Drugi krug          |
| 2. | Island   | 3 | 2 | 0 | 1 | 93 | 72 | +21  | 4    | Drugi krug          |
| 3. | Alžir    | 3 | 1 | 0 | 2 | 67 | 88 | –21  | 2    | Drugi krug          |
| 4. | Maroko   | 3 | 0 | 0 | 3 | 66 | 88 | –22  | 0    | Predsjednički kup   |

| 14. siječnja 2021. 18:00 | Alžir  | 24:23     | Maroko     | Dvorana New Capital Suci: Hansen, Madsen |
| 14. siječnja 2021. 18:00 | Abdi 7 | (8:15)    | Rezzouki 6 | Dvorana New Capital Suci: Hansen, Madsen |
| 14. siječnja 2021. 18:00 | 6×     | Izvještaj | 9× 1× 3×   | Dvorana New Capital Suci: Hansen, Madsen |

| 14. siječnja 2021. 20:30 | Portugal  | 25:23     | Island    | Dvorana New Capital Suci: Horáček, Novotný |
| 14. siječnja 2021. 20:30 | Martins 6 | (11:10)   | Elísson 6 | Dvorana New Capital Suci: Horáček, Novotný |
| 14. siječnja 2021. 20:30 | 3× 2×     | Izvještaj | 4× 3×     | Dvorana New Capital Suci: Horáček, Novotný |

| 16. siječnja 2021. 18:00 | Maroko      | 20:33     | Portugal  | Dvorana New Capital Suci: Lah, Sok |
| 16. siječnja 2021. 18:00 | Harchaoui 5 | (12:12)   | Portela 9 | Dvorana New Capital Suci: Lah, Sok |
| 16. siječnja 2021. 18:00 | 7× 1×       | Izvještaj | 2×        | Dvorana New Capital Suci: Lah, Sok |

| 16. siječnja 2021. 20:30 | Alžir  | 24:39     | Island     | Dvorana New Capital Suci: Hansen, Madsen |
| 16. siječnja 2021. 20:30 | Abdi 5 | (10:22)   | Elísson 12 | Dvorana New Capital Suci: Hansen, Madsen |
| 16. siječnja 2021. 20:30 | 4× 1×  | Izvještaj | 4× 1×      | Dvorana New Capital Suci: Hansen, Madsen |

| 18. siječnja 2021. 18:00 | Portugal  | 26:19     | Alžir     | Dvorana New Capital Suci: Pavićević, Ražnatvović |
| 18. siječnja 2021. 18:00 | Portela 4 | (14:9)    | Berkous 7 | Dvorana New Capital Suci: Pavićević, Ražnatvović |
| 18. siječnja 2021. 18:00 | 6× 1×     | Izvještaj | 4× 1×     | Dvorana New Capital Suci: Pavićević, Ražnatvović |

| 18. siječnja 2021. 20:30 | Island                         | 31:23     | Maroko    | Dvorana New Capital Suci: Horáček, Novotný |
| 18. siječnja 2021. 20:30 | Guðmundsson, V. Kristjánsson 6 | (15:10)   | Zaroili 5 | Dvorana New Capital Suci: Horáček, Novotný |
| 18. siječnja 2021. 20:30 | 3× 1×                          | Izvještaj | 4× 1× 2×  | Dvorana New Capital Suci: Horáček, Novotný |

### Skupina G
| #  | Momčad              | U | P | N | I | G+ | G–  | G+/– | Bod. | Nastavak natjecanja |
| -- | ------------------- | - | - | - | - | -- | --- | ---- | ---- | ------------------- |
| 1. | Švedska             | 3 | 3 | 0 | 0 | 97 | 69  | +28  | 6    | Drugi krug          |
| 2. | Egipat              | 3 | 2 | 0 | 1 | 96 | 72  | +24  | 4    | Drugi krug          |
| 3. | Sjeverna Makedonija | 3 | 1 | 0 | 2 | 71 | 99  | –28  | 2    | Drugi krug          |
| 4. | Čile                | 3 | 0 | 0 | 3 | 84 | 108 | –24  | 0    | Predsjednički kup   |

| 13. siječnja 2021. 18:00 | Egipat     | 35:29     | Čile      | Cairo Stadium Indoor Halls Complex, Kairo Suci: Schulze, Tönnies |
| 13. siječnja 2021. 18:00 | El-Deraa 6 | (18:11)   | Salinas 8 | Cairo Stadium Indoor Halls Complex, Kairo Suci: Schulze, Tönnies |
| 13. siječnja 2021. 18:00 | 7× 2×      | Izvještaj | 9× 2× 1×  | Cairo Stadium Indoor Halls Complex, Kairo Suci: Schulze, Tönnies |

| 14. siječnja 2021. 20:30 | Švedska  | 32:20     | Sjeverna Makedonija | Cairo Stadium Indoor Halls Complex, Kairo Suci: Kleven, Jørum |
| 14. siječnja 2021. 20:30 | Wanne 11 | (16:11)   | Lazarov 5           | Cairo Stadium Indoor Halls Complex, Kairo Suci: Kleven, Jørum |
| 14. siječnja 2021. 20:30 | 4× 2×    | Izvještaj | 3× 1×               | Cairo Stadium Indoor Halls Complex, Kairo Suci: Kleven, Jørum |

| 16. siječnja 2021. 18:00 | Egipat    | 38:19     | Sjeverna Makedonija | Cairo Stadium Indoor Halls Complex, Kairo Suci: Bonaventura, Bonaventura |
| 16. siječnja 2021. 18:00 | Mamdouh 8 | (20:6)    | tri igrača 3        | Cairo Stadium Indoor Halls Complex, Kairo Suci: Bonaventura, Bonaventura |
| 16. siječnja 2021. 18:00 | 2×        | Izvještaj | 5× 1×               | Cairo Stadium Indoor Halls Complex, Kairo Suci: Bonaventura, Bonaventura |

| 16. siječnja 2021. 20:30 | Čile         | 26:41     | Švedska   | Cairo Stadium Indoor Halls Complex, Kairo Suci: Brunner, Salah |
| 16. siječnja 2021. 20:30 | Feuchtmann 7 | (16:20)   | Pellas 12 | Cairo Stadium Indoor Halls Complex, Kairo Suci: Brunner, Salah |
| 16. siječnja 2021. 20:30 | 8× 1×        | Izvještaj | 4× 1×     | Cairo Stadium Indoor Halls Complex, Kairo Suci: Brunner, Salah |

| 18. siječnja 2021. 15:30 | Sjeverna Makedonija | 32:29     | Čile         | Cairo Stadium Indoor Halls Complex, Kairo Suci: Gubica, Milošević |
| 18. siječnja 2021. 15:30 | Lazarov 8           | (16:17)   | tri igrača 7 | Cairo Stadium Indoor Halls Complex, Kairo Suci: Gubica, Milošević |
| 18. siječnja 2021. 15:30 | 6×                  | Izvještaj | 5× 1×        | Cairo Stadium Indoor Halls Complex, Kairo Suci: Gubica, Milošević |

| 18. siječnja 2021. 18:00 | Švedska   | 24:23     | Egipat  | Cairo Stadium Indoor Halls Complex, Kairo Suci: Kleven, Jørum |
| 18. siječnja 2021. 18:00 | Persson 8 | (9:12)    | Sanad 8 | Cairo Stadium Indoor Halls Complex, Kairo Suci: Kleven, Jørum |
| 18. siječnja 2021. 18:00 | 2× 1×     | Izvještaj | 3×      | Cairo Stadium Indoor Halls Complex, Kairo Suci: Kleven, Jørum |

### Skupina H
| #  | Momčad                   | U | P | N | I | G+  | G–  | G+/– | Bod. | Nastavak natjecanja |
| -- | ------------------------ | - | - | - | - | --- | --- | ---- | ---- | ------------------- |
| 1. | Ruski rukometni savez ↓R | 3 | 2 | 1 | 0 | 93  | 83  | +10  | 5    | Drugi krug          |
| 2. | Slovenija                | 3 | 2 | 0 | 1 | 105 | 85  | +20  | 4    | Drugi krug          |
| 3. | Bjelorusija              | 3 | 1 | 1 | 1 | 89  | 85  | +4   | 3    | Drugi krug          |
| 4. | Južna Koreja             | 3 | 0 | 0 | 3 | 79  | 113 | –34  | 0    | Predsjednički kup   |

| 14. siječnja 2021. 15:30 | Bjelorusija | 32:32     | Ruski rukometni savez | Dvorana Borg El Arab, Aleksandrija Suci: Belkhiri, Hamidi |
| 14. siječnja 2021. 15:30 | Vailupau 10 | (15:15)   | tri igrača 6          | Dvorana Borg El Arab, Aleksandrija Suci: Belkhiri, Hamidi |
| 14. siječnja 2021. 15:30 | 6× 1×       | Izvještaj | 5× 1×                 | Dvorana Borg El Arab, Aleksandrija Suci: Belkhiri, Hamidi |

| 14. siječnja 2021. 18:00 | Slovenija | 51:29     | Južna Koreja        | Dvorana Borg El Arab, Aleksandrija Suci: López, Ramírez |
| 14. siječnja 2021. 18:00 | Gajič 10  | (25:16)   | Jin-young, Jin-Ho 6 | Dvorana Borg El Arab, Aleksandrija Suci: López, Ramírez |
| 14. siječnja 2021. 18:00 | 6× 1×     | Izvještaj | 2×                  | Dvorana Borg El Arab, Aleksandrija Suci: López, Ramírez |

| 16. siječnja 2021. 15:30 | Bjelorusija | 32:24     | Južna Koreja | Dvorana Borg El Arab, Aleksandrija Suci: Krichen, Makhlouf |
| 16. siječnja 2021. 15:30 | Vailupau 8  | (15:9)    | Jin-Young 8  | Dvorana Borg El Arab, Aleksandrija Suci: Krichen, Makhlouf |
| 16. siječnja 2021. 15:30 | 9× 1×       | Izvještaj | 3×           | Dvorana Borg El Arab, Aleksandrija Suci: Krichen, Makhlouf |

| 16. siječnja 2021. 18:00 | Ruski rukometni savez | 31:25     | Slovenija | Dvorana Borg El Arab, Aleksandrija Suci: Načevski, Nikolov |
| 16. siječnja 2021. 18:00 | tri igrača 6          | (16:13)   | Dolenec 6 | Dvorana Borg El Arab, Aleksandrija Suci: Načevski, Nikolov |
| 16. siječnja 2021. 18:00 | 5× 1×                 | Izvještaj | 4× 1×     | Dvorana Borg El Arab, Aleksandrija Suci: Načevski, Nikolov |

| 18. siječnja 2021. 15:30 | Južna Koreja | 26:30     | Ruski rukometni savez | Dvorana Borg El Arab, Aleksandrija Suci: Belkhiri, Hamidi |
| 18. siječnja 2021. 15:30 | Ji-un 8      | (15:15)   | Andrejev, Kornev 5    | Dvorana Borg El Arab, Aleksandrija Suci: Belkhiri, Hamidi |
| 18. siječnja 2021. 15:30 | 2× 1×        | Izvještaj | 5× 2×                 | Dvorana Borg El Arab, Aleksandrija Suci: Belkhiri, Hamidi |

| 18. siječnja 2021. 18:00 | Slovenija | 29:25     | Bjelorusija | Dvorana Borg El Arab, Aleksandrija Suci: Raluy, Sabroso |
| 18. siječnja 2021. 18:00 | Janc 8    | (15:15)   | Karalek 7   | Dvorana Borg El Arab, Aleksandrija Suci: Raluy, Sabroso |
| 18. siječnja 2021. 18:00 | 5× 1×     | Izvještaj | 5× 1×       | Dvorana Borg El Arab, Aleksandrija Suci: Raluy, Sabroso |

## Predsjednički kup

### Skupina I
| #  | Momčad                | U | P | N | I | G+ | G– | G+/– | Bod. | Nastavak natjecanja |
| -- | --------------------- | - | - | - | - | -- | -- | ---- | ---- | ------------------- |
| 1. | Tunis                 | 3 | 3 | 0 | 0 | 82 | 51 | +31  | 6    | Igra za 25. mjesto  |
| 2. | DR Kongo              | 3 | 2 | 0 | 1 | 64 | 69 | –5   | 4    | Igra za 27. mjesto  |
| 3. | Angola                | 3 | 1 | 0 | 2 | 70 | 66 | +4   | 2    | Igra za 29. mjesto  |
| 4. | Zelenortska Republika | 3 | 0 | 0 | 3 | 0  | 30 | –30  | 0    | Igra za 31. mjesto  |

| 21. siječnja 2021. 15:30 | Zelenortska Republika | 0:101 | Tunis | Dvorana 6. listopada, Grad 6. listopada |
| 21. siječnja 2021. 15:30 |                       |       |       | Dvorana 6. listopada, Grad 6. listopada |
| 21. siječnja 2021. 15:30 |                       |       |       | Dvorana 6. listopada, Grad 6. listopada |

| 21. siječnja 2021. 18:00 | Angola     | 31:32     | DR Kongo     | Dvorana 6. listopada, Grad 6. listopada Suci: Emam, Hedaia |
| 21. siječnja 2021. 18:00 | Ferreira 8 | (15:13)   | Kiangebeni 8 | Dvorana 6. listopada, Grad 6. listopada Suci: Emam, Hedaia |
| 21. siječnja 2021. 18:00 | 2× 1×      | Izvještaj | 5× 1×        | Dvorana 6. listopada, Grad 6. listopada Suci: Emam, Hedaia |

| 23. siječnja 2021. 15:30 | Zelenortska Republika | 0:101 | Angola | Dvorana 6. listopada, Grad 6. listopada |
| 23. siječnja 2021. 15:30 |                       |       |        | Dvorana 6. listopada, Grad 6. listopada |
| 23. siječnja 2021. 15:30 |                       |       |        | Dvorana 6. listopada, Grad 6. listopada |

| 23. siječnja 2021. 18:00 | Tunis   | 38:22     | DR Kongo | Dvorana 6. listopada, Grad 6. listopada Suci: Grillo, Lenci |
| 23. siječnja 2021. 18:00 | Toumi 7 | (17:13)   | Mvumbi 5 | Dvorana 6. listopada, Grad 6. listopada Suci: Grillo, Lenci |
| 23. siječnja 2021. 18:00 | 4×      | Izvještaj | 2×       | Dvorana 6. listopada, Grad 6. listopada Suci: Grillo, Lenci |

| 25. siječnja 2021. 15:30 | DR Kongo | 10:01 | Zelenortska Republika | Dvorana 6. listopada, Grad 6. listopada |
| 25. siječnja 2021. 15:30 |          |       |                       | Dvorana 6. listopada, Grad 6. listopada |
| 25. siječnja 2021. 15:30 |          |       |                       | Dvorana 6. listopada, Grad 6. listopada |

| 25. siječnja 2021. 18:00 | Tunis   | 34:29     | Angola        | Dvorana 6. listopada, Grad 6. listopada Suci: Kolahdouzan, Mousaviannazhad |
| 25. siječnja 2021. 18:00 | Rzig 12 | (14:13)   | Hebo, Lopes 7 | Dvorana 6. listopada, Grad 6. listopada Suci: Kolahdouzan, Mousaviannazhad |
| 25. siječnja 2021. 18:00 | 8× 1×   | Izvještaj | 3× 1×         | Dvorana 6. listopada, Grad 6. listopada Suci: Kolahdouzan, Mousaviannazhad |

1 Zelenortska Republika povukla se s natjecanja zbog prevelikog broja igrača zaraženih koronavirusom.

### Skupina II
| #  | Momčad       | U | P | N | I | G+  | G–  | G+/– | Bod. | Nastavak natjecanja |
| -- | ------------ | - | - | - | - | --- | --- | ---- | ---- | ------------------- |
| 1. | Austrija     | 3 | 3 | 0 | 0 | 105 | 82  | +23  | 6    | Igra za 25. mjesto  |
| 2. | Čile         | 3 | 2 | 0 | 1 | 103 | 83  | +20  | 4    | Igra za 27. mjesto  |
| 3. | Maroko       | 3 | 1 | 0 | 2 | 71  | 89  | –18  | 2    | Igra za 29. mjesto  |
| 4. | Južna Koreja | 3 | 0 | 0 | 3 | 87  | 112 | –25  | 0    | Igra za 31. mjesto  |

| 20. siječnja 2021. 15:30 | Čile       | 44:33     | Južna Koreja | Dvorana New Capital Suci: Belkhiri, Hamidi |
| 20. siječnja 2021. 15:30 | Salinas 12 | (24:17)   | Jin-young 8  | Dvorana New Capital Suci: Belkhiri, Hamidi |
| 20. siječnja 2021. 15:30 | 4× 2×      | Izvještaj | 5×           | Dvorana New Capital Suci: Belkhiri, Hamidi |

| 20. siječnja 2021. 18:00 | Austrija  | 36:22     | Maroko  | Dvorana New Capital Suci: Brunner, Salah |
| 20. siječnja 2021. 18:00 | Frimmel 9 | (17:14)   | Reida 7 | Dvorana New Capital Suci: Brunner, Salah |
| 20. siječnja 2021. 18:00 | 5× 2×     | Izvještaj | 4×      | Dvorana New Capital Suci: Brunner, Salah |

| 22. siječnja 2021. 15:30 | Maroko    | 32:25     | Južna Koreja | Dvorana New Capital Suci: Jørum, Kleven |
| 22. siječnja 2021. 15:30 | Fougani 7 | (15:14)   | Jin-young 9  | Dvorana New Capital Suci: Jørum, Kleven |
| 22. siječnja 2021. 15:30 | 5× 2× 1×  | Izvještaj | 4×           | Dvorana New Capital Suci: Jørum, Kleven |

| 22. siječnja 2021. 18:00 | Austrija  | 33:31     | Čile             | Dvorana New Capital Suci: Brunner, Salah |
| 22. siječnja 2021. 18:00 | Frimmel 8 | (14:15)   | Er. Feuchtmann 9 | Dvorana New Capital Suci: Brunner, Salah |
| 22. siječnja 2021. 18:00 | 8× 1×     | Izvještaj | 7× 1×            | Dvorana New Capital Suci: Brunner, Salah |

| 24. siječnja 2021. 15:30 | Maroko      | 17:28     | Čile      | Dvorana New Capital Suci: Pavićević, Ražnatović |
| 24. siječnja 2021. 15:30 | Harchaoui 6 | (12:14)   | Salinas 7 | Dvorana New Capital Suci: Pavićević, Ražnatović |
| 24. siječnja 2021. 15:30 | 6× 2×       | Izvještaj | 4×        | Dvorana New Capital Suci: Pavićević, Ražnatović |

| 24. siječnja 2021. 18:00 | Južna Koreja      | 29:36     | Austrija     | Dvorana New Capital Suci: Emam, Hedaia |
| 24. siječnja 2021. 18:00 | Kang, Jin-young 4 | (14:18)   | Pratschner 9 | Dvorana New Capital Suci: Emam, Hedaia |
| 24. siječnja 2021. 18:00 | 1×                | Izvještaj | 3× 2×        | Dvorana New Capital Suci: Emam, Hedaia |

### Igra za 31. mjesto
| 27. siječnja 2021. 15:00 | Zelenortska Republika | 0:101 | Južna Koreja | Dvorana 6. listopada, Grad 6. listopada |
| 27. siječnja 2021. 15:00 |                       |       |              | Dvorana 6. listopada, Grad 6. listopada |
| 27. siječnja 2021. 15:00 |                       |       |              | Dvorana 6. listopada, Grad 6. listopada |

1 Rukometna reprezentacija Zelenortske Republike povukla se s natjecanja zbog prevelikog broja igrača zaraženih koronavirusom.

### Igra za 29. mjesto
| 27. siječnja 2021. 17:30 | Angola           | 29:30     | Maroko      | Dvorana 6. listopada, Grad 6. listopada Suci: Belkhiri, Hamidi |
| 27. siječnja 2021. 17:30 | Ferreira, Hebo 6 | (14:13)   | Rezzouki 12 | Dvorana 6. listopada, Grad 6. listopada Suci: Belkhiri, Hamidi |
| 27. siječnja 2021. 17:30 | 5×               | Izvještaj | 4× 3×       | Dvorana 6. listopada, Grad 6. listopada Suci: Belkhiri, Hamidi |

### Igra za 27. mjesto
| 27. siječnja 2021. 15:00 | DR Kongo | 30:35     | Čile         | Dvorana New Capital Suci: Krichen, Makhlouf |
| 27. siječnja 2021. 15:00 | Ngando 8 | (13:18)   | tri igrača 6 | Dvorana New Capital Suci: Krichen, Makhlouf |
| 27. siječnja 2021. 15:00 | 3×       | Izvještaj | 1×           | Dvorana New Capital Suci: Krichen, Makhlouf |

### Igra za 25. mjesto
| 27. siječnja 2021. 17:30 | Tunis   | 37:33     | Austrija          | Dvorana New Capital Suci: Grillo, Lenci |
| 27. siječnja 2021. 17:30 | Sanai 8 | (19:16)   | Frimmel, Wagner 7 | Dvorana New Capital Suci: Grillo, Lenci |
| 27. siječnja 2021. 17:30 | 4× 2×   | Izvještaj | 3× 2×             | Dvorana New Capital Suci: Grillo, Lenci |

## Drugi krug
Svi bodovi osvojeni u prvome krugu protiv ekipa koje su se također kvalificirale u drugi krug prebacuju se u isti.

### Skupina I
| #  | Momčad     | U | P | N | I | G+  | G–  | G+/– | Bod. | Nastavak natjecanja |
| -- | ---------- | - | - | - | - | --- | --- | ---- | ---- | ------------------- |
| 1. | Španjolska | 5 | 4 | 1 | 0 | 162 | 134 | +28  | 9    | Četvrtfinale        |
| 2. | Mađarska   | 5 | 4 | 0 | 1 | 160 | 131 | +29  | 8    | Četvrtfinale        |
| 3. | Njemačka   | 5 | 2 | 1 | 2 | 153 | 122 | +31  | 5    |                     |
| 4. | Poljska    | 5 | 2 | 1 | 2 | 138 | 119 | +19  | 5    |                     |
| 5. | Brazil     | 5 | 1 | 1 | 3 | 136 | 139 | –3   | 3    |                     |
| 6. | Urugvaj    | 5 | 0 | 0 | 5 | 88  | 192 | –104 | 0    |                     |

| 21. siječnja 2021. 15:30 | Urugvaj  | 16:30     | Poljska  | Dvorana New Capital Suci: Belkhiri, Hamidi |
| 21. siječnja 2021. 15:30 | Cancio 6 | (9:14)    | Moryto 8 | Dvorana New Capital Suci: Belkhiri, Hamidi |
| 21. siječnja 2021. 15:30 | 1×       | Izvještaj | 6× 1×    | Dvorana New Capital Suci: Belkhiri, Hamidi |

| 21. siječnja 2021. 18:00 | Mađarska  | 29:23     | Brazil    | Dvorana New Capital Suci: Brunner, Salah |
| 21. siječnja 2021. 18:00 | Bánhidi 5 | (16:11)   | Langaro 8 | Dvorana New Capital Suci: Brunner, Salah |
| 21. siječnja 2021. 18:00 | 4× 2×     | Izvještaj | 3×        | Dvorana New Capital Suci: Brunner, Salah |

| 21. siječnja 2021. 20:30 | Španjolska  | 32:28     | Njemačka    | Dvorana New Capital Suci: Gubica, Milošević |
| 21. siječnja 2021. 20:30 | Fernández 6 | (16:13)   | Kastening 7 | Dvorana New Capital Suci: Gubica, Milošević |
| 21. siječnja 2021. 20:30 | 3× 1×       | Izvještaj | 5× 2× 1×    | Dvorana New Capital Suci: Gubica, Milošević |

| 23. siječnja 2021. 15:30 | Urugvaj  | 23:38     | Španjolska | Dvorana New Capital Suci: Emam, Hedaia |
| 23. siječnja 2021. 15:30 | Cancio 8 | (12:24)   | Ariño 8    | Dvorana New Capital Suci: Emam, Hedaia |
| 23. siječnja 2021. 15:30 | 3× 1×    | Izvještaj | 5× 1×      | Dvorana New Capital Suci: Emam, Hedaia |

| 23. siječnja 2021. 18:00 | Poljska | 26:30     | Mađarska | Dvorana New Capital Suci: Gubica, Milošević |
| 23. siječnja 2021. 18:00 | Sićko 5 | (10:16)   | Lékai 8  | Dvorana New Capital Suci: Gubica, Milošević |
| 23. siječnja 2021. 18:00 | 3×      | Izvještaj | 3× 1×    | Dvorana New Capital Suci: Gubica, Milošević |

| 23. siječnja 2021. 20:30 | Njemačka | 31:24     | Brazil            | Dvorana New Capital Suci: Jørum, Kleven |
| 23. siječnja 2021. 20:30 | Golla 7  | (16:12)   | Moraes Ferreira 6 | Dvorana New Capital Suci: Jørum, Kleven |
| 23. siječnja 2021. 20:30 | 6× 1×    | Izvještaj | 3× 1×             | Dvorana New Capital Suci: Jørum, Kleven |

| 25. siječnja 2021. 15:30 | Brazil    | 37:17     | Urugvaj      | Dvorana New Capital Suci: Krichen, Makhlouf |
| 25. siječnja 2021. 15:30 | Luciano 7 | (18:7)    | tri igrača 3 | Dvorana New Capital Suci: Krichen, Makhlouf |
| 25. siječnja 2021. 15:30 | 2× 1×     | Izvještaj | 2×           | Dvorana New Capital Suci: Krichen, Makhlouf |

| 25. siječnja 2021. 18:00 | Španjolska | 36:28     | Mađarska        | Dvorana New Capital Suci: Načevski, Nikolov |
| 25. siječnja 2021. 18:00 | Solé 8     | (21:14)   | Balogh, Győri 5 | Dvorana New Capital Suci: Načevski, Nikolov |
| 25. siječnja 2021. 18:00 | 5× 1×      | Izvještaj | 4× 1×           | Dvorana New Capital Suci: Načevski, Nikolov |

| 25. siječnja 2021. 20:30 | Poljska     | 23:23     | Njemačka         | Dvorana New Capital Suci: Pavićević, Ražnatović |
| 25. siječnja 2021. 20:30 | Krajewski 5 | (12:11)   | Schmidt, Weber 4 | Dvorana New Capital Suci: Pavićević, Ražnatović |
| 25. siječnja 2021. 20:30 | 5× 1×       | Izvještaj | 4× 1×            | Dvorana New Capital Suci: Pavićević, Ražnatović |

### Skupina II
| #  | Momčad    | U | P | N | I | G+  | G–  | G+/– | Bod. | Nastavak natjecanja |
| -- | --------- | - | - | - | - | --- | --- | ---- | ---- | ------------------- |
| 1. | Danska    | 5 | 5 | 0 | 0 | 169 | 116 | +53  | 10   | Četvrtfinale        |
| 2. | Katar     | 5 | 3 | 0 | 2 | 132 | 135 | –3   | 6    | Četvrtfinale        |
| 3. | Argentina | 5 | 3 | 0 | 2 | 120 | 121 | –1   | 6    |                     |
| 4. | Hrvatska  | 5 | 2 | 1 | 2 | 128 | 132 | –4   | 5    |                     |
| 5. | Japan     | 5 | 1 | 1 | 3 | 138 | 147 | –9   | 3    |                     |
| 6. | Bahrein   | 5 | 0 | 0 | 5 | 107 | 143 | –36  | 0    |                     |

| 21. siječnja 2021. 16:30 | Japan     | 24:28     | Argentina  | Cairo Stadium Indoor Halls Complex, Kairo Suci: Kolahdouzan, Mousaviannazhad |
| 21. siječnja 2021. 16:30 | Yoshino 6 | (13:17)   | Pizarro 10 | Cairo Stadium Indoor Halls Complex, Kairo Suci: Kolahdouzan, Mousaviannazhad |
| 21. siječnja 2021. 16:30 | 2×        | Izvještaj | 2× 3×      | Cairo Stadium Indoor Halls Complex, Kairo Suci: Kolahdouzan, Mousaviannazhad |

| 21. siječnja 2021. 18:00 | Hrvatska | 28:18     | Bahrein            | Cairo Stadium Indoor Halls Complex, Kairo Suci: Bonaventura, Bonaventura |
| 21. siječnja 2021. 18:00 | Horvat 8 | (13:8)    | Ahmed, Al-Sayyad 6 | Cairo Stadium Indoor Halls Complex, Kairo Suci: Bonaventura, Bonaventura |
| 21. siječnja 2021. 18:00 | 2×       | Izvještaj | 3× 1×              | Cairo Stadium Indoor Halls Complex, Kairo Suci: Bonaventura, Bonaventura |

| 21. siječnja 2021. 20:30 | Danska      | 32:23     | Katar    | Cairo Stadium Indoor Halls Complex, Kairo Suci: Pavićević, Ražnatović |
| 21. siječnja 2021. 20:30 | M. Hansen 8 | (17:23)   | Marzo 12 | Cairo Stadium Indoor Halls Complex, Kairo Suci: Pavićević, Ražnatović |
| 21. siječnja 2021. 20:30 | 4×          | Izvještaj | 7× 3×    | Cairo Stadium Indoor Halls Complex, Kairo Suci: Pavićević, Ražnatović |

| 23. siječnja 2021. 15:30 | Katar    | 28:23     | Bahrein | Cairo Stadium Indoor Halls Complex, Kairo Suci: García, Marín |
| 23. siječnja 2021. 15:30 | Capote 9 | (13:14)   | Ahmed 5 | Cairo Stadium Indoor Halls Complex, Kairo Suci: García, Marín |
| 23. siječnja 2021. 15:30 | 2×       | Izvještaj | 4× 2×   | Cairo Stadium Indoor Halls Complex, Kairo Suci: García, Marín |

| 23. siječnja 2021. 18:00 | Argentina | 23:19     | Hrvatska | Cairo Stadium Indoor Halls Complex, Kairo Suci: Pavićević, Ražnatović |
| 23. siječnja 2021. 18:00 | Pizarro 4 | (12:12)   | Čupić 7  | Cairo Stadium Indoor Halls Complex, Kairo Suci: Pavićević, Ražnatović |
| 23. siječnja 2021. 18:00 | 5× 1×     | Izvještaj | 4× 1×    | Cairo Stadium Indoor Halls Complex, Kairo Suci: Pavićević, Ražnatović |

| 23. siječnja 2021. 20:30 | Japan    | 27:34     | Danska         | Cairo Stadium Indoor Halls Complex, Kairo Suci: Načevski, Nikolov |
| 23. siječnja 2021. 20:30 | Agarie 7 | (17:19)   | E. Jakobsen 12 | Cairo Stadium Indoor Halls Complex, Kairo Suci: Načevski, Nikolov |
| 23. siječnja 2021. 20:30 | 5× 1×    | Izvještaj | 3× 1×          | Cairo Stadium Indoor Halls Complex, Kairo Suci: Načevski, Nikolov |

| 25. siječnja 2021. 15:30 | Bahrein            | 25:29     | Japan     | Cairo Stadium Indoor Halls Complex, Kairo Suci: Bonaventura, Bonaventura |
| 25. siječnja 2021. 15:30 | Ahmed, Al-Sayyad 5 | (12:19)   | Yoshino 9 | Cairo Stadium Indoor Halls Complex, Kairo Suci: Bonaventura, Bonaventura |
| 25. siječnja 2021. 15:30 | 5× 1×              | Izvještaj | 2×        | Cairo Stadium Indoor Halls Complex, Kairo Suci: Bonaventura, Bonaventura |

| 25. siječnja 2021. 18:00 | Argentina | 25:26     | Katar   | Cairo Stadium Indoor Halls Complex, Kairo Suci: Horáček, Novotný |
| 25. siječnja 2021. 18:00 | Pizarro 7 | (13:12)   | Marzo 8 | Cairo Stadium Indoor Halls Complex, Kairo Suci: Horáček, Novotný |
| 25. siječnja 2021. 18:00 | 5× 2×     | Izvještaj | 3× 1×   | Cairo Stadium Indoor Halls Complex, Kairo Suci: Horáček, Novotný |

| 25. siječnja 2021. 20:30 | Danska        | 38:26     | Hrvatska | Cairo Stadium Indoor Halls Complex, Kairo Suci: Raluy, Sabroso |
| 25. siječnja 2021. 20:30 | E. Jakobsen 8 | (17:15)   | Marić 6  | Cairo Stadium Indoor Halls Complex, Kairo Suci: Raluy, Sabroso |
| 25. siječnja 2021. 20:30 | 3×            | Izvještaj | 2× 1×    | Cairo Stadium Indoor Halls Complex, Kairo Suci: Raluy, Sabroso |

### Skupina III
| #  | Momčad    | U | P | N | I | G+  | G–  | G+/– | Bod. | Nastavak natjecanja |
| -- | --------- | - | - | - | - | --- | --- | ---- | ---- | ------------------- |
| 1. | Francuska | 5 | 5 | 0 | 0 | 142 | 123 | +19  | 10   | Četvrtfinale        |
| 2. | Norveška  | 5 | 4 | 0 | 1 | 155 | 137 | +18  | 8    | Četvrtfinale        |
| 3. | Portugal  | 5 | 3 | 0 | 2 | 135 | 132 | +3   | 6    |                     |
| 4. | Švicarska | 5 | 2 | 0 | 3 | 125 | 131 | –6   | 4    |                     |
| 5. | Island    | 5 | 1 | 0 | 4 | 139 | 132 | +7   | 2    |                     |
| 6. | Alžir     | 5 | 0 | 0 | 5 | 116 | 157 | –41  | 0    |                     |

| 20. siječnja 2021. 15:30 | Švicarska | 20:18     | Island        | Dvorana 6. listopada, Grad 6. listopada Suci: Schulze, Tönnies |
| 20. siječnja 2021. 15:30 | Schmid 6  | (10:9)    | Guðmundsson 4 | Dvorana 6. listopada, Grad 6. listopada Suci: Schulze, Tönnies |
| 20. siječnja 2021. 15:30 | 5× 2×     | Izvještaj | 2× 1×         | Dvorana 6. listopada, Grad 6. listopada Suci: Schulze, Tönnies |

| 20. siječnja 2021. 18:00 | Francuska    | 29:26     | Alžir     | Dvorana 6. listopada, Grad 6. listopada Suci: Grillo, Lenci |
| 20. siječnja 2021. 18:00 | tri igrača 4 | (16:14)   | Berkous 7 | Dvorana 6. listopada, Grad 6. listopada Suci: Grillo, Lenci |
| 20. siječnja 2021. 18:00 | 3×           | Izvještaj | 5× 1×     | Dvorana 6. listopada, Grad 6. listopada Suci: Grillo, Lenci |

| 20. siječnja 2021. 20:30 | Portugal           | 28:29     | Norveška  | Dvorana 6. listopada, Grad 6. listopada Suci: Raluy, Sabroso |
| 20. siječnja 2021. 20:30 | Martins, Portela 5 | (14:16)   | Sagosen 6 | Dvorana 6. listopada, Grad 6. listopada Suci: Raluy, Sabroso |
| 20. siječnja 2021. 20:30 | 7× 3× 1×           | Izvještaj | 4× 1×     | Dvorana 6. listopada, Grad 6. listopada Suci: Raluy, Sabroso |

| 22. siječnja 2021. 15:30 | Švicarska | 29:33     | Portugal   | Dvorana 6. listopada, Grad 6. listopada Suci: Garcia, Marin |
| 22. siječnja 2021. 15:30 | Schmid 11 | (15:17)   | Iturriza 7 | Dvorana 6. listopada, Grad 6. listopada Suci: Garcia, Marin |
| 22. siječnja 2021. 15:30 | 4×        | Izvještaj | 3× 1×      | Dvorana 6. listopada, Grad 6. listopada Suci: Garcia, Marin |

| 22. siječnja 2021. 18:00 | Island    | 26:28     | Francuska | Dvorana 6. listopada, Grad 6. listopada Suci: Raluy, Sabroso |
| 22. siječnja 2021. 18:00 | Elísson 8 | (14:16)   | Mem 7     | Dvorana 6. listopada, Grad 6. listopada Suci: Raluy, Sabroso |
| 22. siječnja 2021. 18:00 | 5× 2× 1×  | Izvještaj | 5×        | Dvorana 6. listopada, Grad 6. listopada Suci: Raluy, Sabroso |

| 22. siječnja 2021. 20:30 | Norveška | 36:23     | Alžir  | Dvorana 6. listopada, Grad 6. listopada Suci: Schulze, Tönnies |
| 22. siječnja 2021. 20:30 | Blonz 7  | (17:11)   | Abdi 7 | Dvorana 6. listopada, Grad 6. listopada Suci: Schulze, Tönnies |
| 22. siječnja 2021. 20:30 | 3× 2×    | Izvještaj | 4× 1×  | Dvorana 6. listopada, Grad 6. listopada Suci: Schulze, Tönnies |

| 24. siječnja 2021. 15:30 | Alžir  | 24:27     | Švicarska | Dvorana 6. listopada, Grad 6. listopada Suci: Grillo, Lenci |
| 24. siječnja 2021. 15:30 | Abdi 6 | (13:15)   | Schmid 9  | Dvorana 6. listopada, Grad 6. listopada Suci: Grillo, Lenci |
| 24. siječnja 2021. 15:30 | 4× 1×  | Izvještaj | 2× 1×     | Dvorana 6. listopada, Grad 6. listopada Suci: Grillo, Lenci |

| 24. siječnja 2021. 18:00 | Island    | 33:35     | Norveška  | Dvorana 6. listopada, Grad 6. listopada Suci: Načevski, Nikolov |
| 24. siječnja 2021. 18:00 | Elísson 6 | (18:18)   | Sagosen 8 | Dvorana 6. listopada, Grad 6. listopada Suci: Načevski, Nikolov |
| 24. siječnja 2021. 18:00 | 8× 2× 1×  | Izvještaj | 8× 2×     | Dvorana 6. listopada, Grad 6. listopada Suci: Načevski, Nikolov |

| 24. siječnja 2021. 20:30 | Portugal  | 23:32     | Francuska | Dvorana 6. listopada, Grad 6. listopada Suci: Gubica, Milošević |
| 24. siječnja 2021. 20:30 | Martins 6 | (12:16)   | Descat 8  | Dvorana 6. listopada, Grad 6. listopada Suci: Gubica, Milošević |
| 24. siječnja 2021. 20:30 | 4× 2×     | Izvještaj | 2×        | Dvorana 6. listopada, Grad 6. listopada Suci: Gubica, Milošević |

### Skupina IV
| #  | Momčad                   | U | P | N | I | G+  | G–  | G+/– | Bod. | Nastavak natjecanja |
| -- | ------------------------ | - | - | - | - | --- | --- | ---- | ---- | ------------------- |
| 1. | Švedska                  | 5 | 3 | 2 | 0 | 144 | 117 | +27  | 8    | Četvrtfinale        |
| 2. | Egipat                   | 5 | 3 | 1 | 1 | 149 | 117 | +32  | 7    | Četvrtfinale        |
| 3. | Slovenija                | 5 | 2 | 2 | 1 | 138 | 130 | +8   | 6    |                     |
| 4. | Ruski rukometni savez ↓R | 5 | 2 | 1 | 2 | 138 | 139 | –1   | 5    |                     |
| 5. | Bjelorusija              | 5 | 1 | 2 | 2 | 139 | 148 | –9   | 4    |                     |
| 6. | Sjeverna Makedonija      | 5 | 0 | 0 | 5 | 106 | 163 | –57  | 0    |                     |

| 20. siječnja 2021. 15:30 | Sjeverna Makedonija | 21:31     | Slovenija | Cairo Stadium Indoor Halls Complex, Kairo Suci: García, Marín |
| 20. siječnja 2021. 15:30 | Lazarov 5           | (9:13)    | Gajič 7   | Cairo Stadium Indoor Halls Complex, Kairo Suci: García, Marín |
| 20. siječnja 2021. 15:30 | 2× 1×               | Izvještaj | 2× 1×     | Cairo Stadium Indoor Halls Complex, Kairo Suci: García, Marín |

| 20. siječnja 2021. 18:00 | Ruski rukometni savez | 23:28     | Egipat    | Cairo Stadium Indoor Halls Complex, Kairo Suci: Grillo, Lenci |
| 20. siječnja 2021. 18:00 | Kosorotov 8           | (8:15)    | Mahdouh 7 | Cairo Stadium Indoor Halls Complex, Kairo Suci: Grillo, Lenci |
| 20. siječnja 2021. 18:00 | 7× 1×                 | Izvještaj | 3×        | Cairo Stadium Indoor Halls Complex, Kairo Suci: Grillo, Lenci |

| 20. siječnja 2021. 20:30 | Švedska | 26:26     | Bjelorusija         | Cairo Stadium Indoor Halls Complex, Kairo Suci: Bonaventura, Bonaventura |
| 20. siječnja 2021. 20:30 | Wanne 7 | (11:15)   | Vailupau, Jurinok 6 | Cairo Stadium Indoor Halls Complex, Kairo Suci: Bonaventura, Bonaventura |
| 20. siječnja 2021. 20:30 | 3×      | Izvještaj | 4× 1×               | Cairo Stadium Indoor Halls Complex, Kairo Suci: Bonaventura, Bonaventura |

| 22. siječnja 2021. 15:30 | Sjeverna Makedonija | 20:32     | Ruski rukometni savez | Cairo Stadium Indoor Halls Complex, Kairo Suci: Bonaventura, Bonaventura |
| 22. siječnja 2021. 15:30 | Kuzmanovski 6       | (9:19)    | Soroka 6              | Cairo Stadium Indoor Halls Complex, Kairo Suci: Bonaventura, Bonaventura |
| 22. siječnja 2021. 15:30 | 6× 1×               | Izvještaj | 2× 1×                 | Cairo Stadium Indoor Halls Complex, Kairo Suci: Bonaventura, Bonaventura |

| 22. siječnja 2021. 18:00 | Egipat     | 35:26     | Bjelorusija | Cairo Stadium Indoor Halls Complex, Kairo Suci: Načevski, Nikolov |
| 22. siječnja 2021. 18:00 | El-Ahmar 8 | (21:14)   | Vailupau 4  | Cairo Stadium Indoor Halls Complex, Kairo Suci: Načevski, Nikolov |
| 22. siječnja 2021. 18:00 | 1×         | Izvještaj | 3× 1×       | Cairo Stadium Indoor Halls Complex, Kairo Suci: Načevski, Nikolov |

| 22. siječnja 2021. 20:30 | Slovenija | 28:28     | Švedska  | Cairo Stadium Indoor Halls Complex, Kairo Suci: Horáček, Novotný |
| 22. siječnja 2021. 20:30 | Gajič 6   | (14:15)   | Wanne 7  | Cairo Stadium Indoor Halls Complex, Kairo Suci: Horáček, Novotný |
| 22. siječnja 2021. 20:30 | 5× 1×     | Izvještaj | 9× 2× 1× | Cairo Stadium Indoor Halls Complex, Kairo Suci: Horáček, Novotný |

| 24. siječnja 2021. 15:30 | Bjelorusija | 30:26     | Sjeverna Makedonija | Cairo Stadium Indoor Halls Complex, Kairo Suci: Kolahdouzan, Mousaviannazhad |
| 24. siječnja 2021. 15:30 | Kuleš 7     | (14:14)   | Lazarov 7           | Cairo Stadium Indoor Halls Complex, Kairo Suci: Kolahdouzan, Mousaviannazhad |
| 24. siječnja 2021. 15:30 | 3× 2×       | Izvještaj | 1×                  | Cairo Stadium Indoor Halls Complex, Kairo Suci: Kolahdouzan, Mousaviannazhad |

| 24. siječnja 2021. 18:00 | Slovenija | 25:25     | Egipat  | Cairo Stadium Indoor Halls Complex, Kairo Suci: Schulze, Tönnies |
| 24. siječnja 2021. 18:00 | Janc 7    | (12:8)    | Sanad 7 | Cairo Stadium Indoor Halls Complex, Kairo Suci: Schulze, Tönnies |
| 24. siječnja 2021. 18:00 | 6× 2×     | Izvještaj | 2×      | Cairo Stadium Indoor Halls Complex, Kairo Suci: Schulze, Tönnies |

| 24. siječnja 2021. 20:30 | Ruski rukometni savez | 20:34     | Švedska  | Cairo Stadium Indoor Halls Complex, Kairo Suci: García, Marín |
| 24. siječnja 2021. 20:30 | Kotov 5               | (8:17)    | Pellas 8 | Cairo Stadium Indoor Halls Complex, Kairo Suci: García, Marín |
| 24. siječnja 2021. 20:30 | 5× 1×                 | Izvještaj | 5× 1×    | Cairo Stadium Indoor Halls Complex, Kairo Suci: García, Marín |

## Završnica
|  | Četvrtfinale | Četvrtfinale |              |           | Polufinale   | Polufinale   |  |  | Finale       | Finale |
|  |              |              |              |           |              |              |  |  |              |        |
|  | 27. siječnja |              |              |           |              |              |  |  |              |        |
|  |              |              |              |           |              |              |  |  |              |        |
|  | Španjolska   | 31           |              |           |              |              |  |  |              |        |
|  | Španjolska   | 31           | 29. siječnja |           |              |              |  |  |              |        |
|  | Norveška     | 26           |              |           |              |              |  |  |              |        |
|  | Norveška     | 26           | Španjolska   | 33        |              |              |  |  |              |        |
|  | 27. siječnja |              | Španjolska   | 33        |              |              |  |  |              |        |
|  |              | Danska       | 35           |           |              |              |  |  |              |        |
|  | Danska       | Danska       | 35           | 35 (4)    |              |              |  |  |              |        |
|  | Danska       |              | 31. siječnja | 35 (4)    |              |              |  |  |              |        |
|  | Egipat       | 35 (3)       |              |           |              |              |  |  |              |        |
|  | Egipat       | 35 (3)       | Danska       | 26        |              |              |  |  |              |        |
|  | 27. siječnja |              | Danska       | 26        |              |              |  |  |              |        |
|  |              | Švedska      | 24           |           |              |              |  |  |              |        |
|  | Francuska    | Švedska      | 24           | 35        |              |              |  |  |              |        |
|  | Francuska    | 29. siječnja |              | 35        |              |              |  |  |              |        |
|  | Mađarska     | 32           |              |           |              |              |  |  |              |        |
|  | Mađarska     | 32           | Francuska    | 26        | Treće mjesto | Treće mjesto |  |  |              |        |
|  | 27. siječnja |              | Francuska    | 26        | Treće mjesto | Treće mjesto |  |  |              |        |
|  |              | Švedska      | 32           |           |              |              |  |  |              |        |
|  | Švedska      | Švedska      | 32           | 35        | Španjolska   | 35           |  |  |              |        |
|  | Švedska      |              |              | 35        | Španjolska   | 35           |  |  |              |        |
|  | Katar        | 23           |              | Francuska | 29           |              |  |  |              |        |
|  | Katar        | 23           |              |           | 29           |              |  |  |              |        |
|  |              |              |              |           |              |              |  |  | 31. siječnja |        |
|  |              |              |              |           |              |              |  |  |              |        |

### Četvrtfinale
| 27. siječnja 2021. 17:30 | Danska       | 39:38     | Egipat  | Cairo Stadium Indoor Halls Complex, Kairo Suci: Gubica, Milošević |
| 27. siječnja 2021. 17:30 | M. Hansen 10 | (16:13)   | Omar 11 | Cairo Stadium Indoor Halls Complex, Kairo Suci: Gubica, Milošević |
| 27. siječnja 2021. 17:30 | 3× 1×        | Izvještaj | 5× 1×   | Cairo Stadium Indoor Halls Complex, Kairo Suci: Gubica, Milošević |

| 27. siječnja 2021. 20:30 | Švedska           | 35:23     | Katar   | Cairo Stadium Indoor Halls Complex, Kairo Suci: Bonaventura, Bonaventura |
| 27. siječnja 2021. 20:30 | Pellas, Chrintz 8 | (14:10)   | Marzo 5 | Cairo Stadium Indoor Halls Complex, Kairo Suci: Bonaventura, Bonaventura |
| 27. siječnja 2021. 20:30 | 3×                | Izvještaj | 3×      | Cairo Stadium Indoor Halls Complex, Kairo Suci: Bonaventura, Bonaventura |

| 27. siječnja 2021. 20:30 | Španjolska   | 31:26     | Norveška | Dvorana New Capital Suci: Načevski, Nikolov |
| 27. siječnja 2021. 20:30 | Dujshebaev 8 | (21:15)   | Jøndal 6 | Dvorana New Capital Suci: Načevski, Nikolov |
| 27. siječnja 2021. 20:30 | 3× 1×        | Izvještaj | 3× 1×    | Dvorana New Capital Suci: Načevski, Nikolov |

| 27. siječnja 2021. 20:30 | Francuska | 35:32     | Mađarska  | Dvorana Borg El Arab, Aleksandrija Suci: García, Marín |
| 27. siječnja 2021. 20:30 | Guigou 6  | (12:14)   | Bánhidi 6 | Dvorana Borg El Arab, Aleksandrija Suci: García, Marín |
| 27. siječnja 2021. 20:30 | 4× 2×     | Izvještaj | 3× 2×     | Dvorana Borg El Arab, Aleksandrija Suci: García, Marín |

### Polufinale
| 29. siječnja 2021. 17:30 | Francuska | 26:32     | Švedska  | Cairo Stadium Indoor Halls Complex, Kairo Suci: Schulze, Tönnies |
| 29. siječnja 2021. 17:30 | Descat 5  | (13:16)   | Wanne 11 | Cairo Stadium Indoor Halls Complex, Kairo Suci: Schulze, Tönnies |
| 29. siječnja 2021. 17:30 | 4× 1×     | Izvještaj | 4× 2×    | Cairo Stadium Indoor Halls Complex, Kairo Suci: Schulze, Tönnies |

| 29. siječnja 2021. 20:30 | Španjolska   | 33:35     | Danska       | Cairo Stadium Indoor Halls Complex, Kairo Suci: Horáček, Novotný |
| 29. siječnja 2021. 20:30 | Dujshebaev 7 | (16:18)   | M. Hansen 12 | Cairo Stadium Indoor Halls Complex, Kairo Suci: Horáček, Novotný |
| 29. siječnja 2021. 20:30 | 3× 1×        | Izvještaj | 3× 2× 1×     | Cairo Stadium Indoor Halls Complex, Kairo Suci: Horáček, Novotný |

### Za 3. mjesto
| 31. siječnja 2021. 14:30 | Španjolska   | 35:29     | Francuska | Cairo Stadium Indoor Halls Complex, Kairo Suci: Gubica, Milošević |
| 31. siječnja 2021. 14:30 | Dujshebaev 8 | (16:13)   | Descat 7  | Cairo Stadium Indoor Halls Complex, Kairo Suci: Gubica, Milošević |
| 31. siječnja 2021. 14:30 | 1×           | Izvještaj | 1× 2×     | Cairo Stadium Indoor Halls Complex, Kairo Suci: Gubica, Milošević |

### Finale
| 31. siječnja 2021. 17:30 | Danska      | 26:24     | Švedska | Cairo Stadium Indoor Halls Complex, Kairo Suci: Raluy, Sabroso |
| 31. siječnja 2021. 17:30 | M. Hansen 7 | (13:13)   | Wanne 5 | Cairo Stadium Indoor Halls Complex, Kairo Suci: Raluy, Sabroso |
| 31. siječnja 2021. 17:30 | 4×          | Izvještaj | 3× 2×   | Cairo Stadium Indoor Halls Complex, Kairo Suci: Raluy, Sabroso |

## Konačni poredak
| #   | Momčad                 |
| --- | ---------------------- |
| 1.  | Danska                 |
| 2.  | Švedska                |
| 3.  | Španjolska             |
| 4.  | Francuska              |
| 5.  | Mađarska               |
| 6.  | Norveška               |
| 7.  | Egipat                 |
| 8.  | Katar                  |
| 9.  | Slovenija              |
| 10. | Portugal               |
| 11. | Argentina              |
| 12. | Njemačka               |
| 13. | Poljska                |
| 14. | Ruski rukometni savez  |
| 15. | Hrvatska               |
| 16. | Švicarska              |
| 17. | Bjelorusija            |
| 18. | Brazil                 |
| 19. | Japan                  |
| 20. | Island                 |
| 21. | Bahrein                |
| 22. | Alžir                  |
| 23. | Sjeverna Makedonija    |
| 24. | Urugvaj                |
| 25. | Tunis                  |
| 26. | Austrija               |
| 27. | Čile                   |
| 28. | DR Kongo               |
| 29. | Maroko                 |
| 30. | Angola                 |
| 31. | Južna Koreja           |
| 32. | Zelenortska Republika1 |

1 Zelenortska Republika se povukla s natjecanja zbog prevelikog broja igrača zaraženih koronavirusom.

## Suci
Sudački parovi izabrani su 4. siječnja 2021. godine.
|  | Suci                                      |
|  | ----------------------------------------- |
|  | Youcef Belkhiri Sid Ali Hamidi            |
|  | Julián López Grillo Sebastián Lenci       |
|  | Ivan Pavićević Miloš Ražnatović           |
|  | Václav Horáček Jiří Novotný               |
|  | Mads Hansen Jesper Madsen                 |
|  | Alaa Emam Hossam Hedaia                   |
|  | Charlotte Bonaventura Julie Bonaventura   |
|  | Karim Gasmi Raouf Gasmi                   |
|  | Matija Gubica Boris Milošević             |
|  | Majid Kolahdouzan Alireza Mousaviannazhad |
|  | Đorđi Načevski Slave Nikolov              |
|  | Robert Schulze Tobias Tönnies             |
|  | Håvard Kleven Lars Jørum                  |
|  | Duarte Santos Ricardo Fonseca             |
|  | Bojan Lah David Sok                       |
|  | Óscar López Ángel Ramírez                 |
|  | Mirza Kurtagic Mattias Wetterwik          |
|  | Arthur Brunner Morad Salah                |
|  | Samir Krichen Samir Makhlouf              |

## Partneri
Neki od partnera natjecanja su Gerflor, Grundfos Danska, Hummel International A/S, Lidl, Liqui Moly, Sportfive i Molten.

## Momčad Ruskog rukometnog saveza
↑R  Dana, 9. prosinca 2019. Svjetska antidopinška agencija (WADA) zabranila je Rusiji svako sudjelovanje u svim međunarodnim sportskim natjecanjima na razdoblje od četiri godine, nakon što je utvrđeno da se ruska vlada miješala u laboratorijske podatke koje je u siječnju dostavila Ruska antidopinška agencija. WADA je u tom trenutku omogućila individualno sudjelovanje ruskim sportašima na Olimpijskim igrama 2020. pod neutralnim zastavom, ali im nije bilo dozvoljeno natjecati se u momčadskim sportovima. Šef odbora za ocjenu sukladnosti WADA-e Jonathan Taylor izjavio je da MOO neće moći koristiti naziv olimpijski sportaši iz Rusije (OAR) kao što je to činio 2018. godine na zimskim olimpijskim igrama, ističući da se neutralni sportaši ne mogu prikazati kao predstavnici određene zemlju. Rusija je potom podnijela žalbu na Sportski arbitražni sud (CAS) protiv odluke WADA-e. Nakon pregleda žalbenog slučaja, CAS je 17. prosinca 2020. donio odluku o smanjenju kazne koju je WADA izrekla Rusiji. Umjesto da Rusiji zabrani sportska događanja, presudom je Rusiji dozvoljeno sudjelovanje na Olimpijskim igrama i drugim međunarodnim događanjima, ali tijekom razdoblja od dvije godine reprezentacije ne mogu koristiti rusko ime, zastavu ili himnu i moraju se predstaviti kao "neutralni sportaši" ili "neutralne momčadi". Presuda dopušta da takve momčadi na uniformi prikazuju naziv "Rusija", kao i upotrebu ruskih boja zastave u dizajnu uniforme Ruska reprezentacija na ovom je natjecanju koristila naziv "momčad Ruskog rukometnog saveza".